# La mia generazione
La mia generazione è un film del 1996 diretto da Wilma Labate.
È stato il film proposto dall'Italia come miglior film straniero ai premi Oscar 1997, senza venire candidato.

## Trama
1983. Claudio Braccio, un terrorista di estrema sinistra condannato a trent'anni di reclusione per essersi rifiutato di rivelare il colpevole di un omicidio commesso dal suo gruppo, viene improvvisamente prelevato dal carcere siciliano dove si trova da quattro anni in regime speciale e caricato su un furgone blindato diretto a Milano. Il motivo è per fargli visitare la compagna Giulia, che non vede da tre anni, come gli spiega il capitano dei carabinieri che lo scortano, un uomo accomodante e colto con cui passa il tempo durante il viaggio in sporadiche schermaglie ideologiche sul periodo della lotta armata, ormai fallita.
Mentre percorre lo Stivale, il furgone si ritrova ad ospitare un altro detenuto "di strada", il criminale comune Concilio, a causa di un blocco del traffico ferroviario provocato da una manifestazione contro la disoccupazione. I suoi modi fanno da contraltare a quelli di Braccio, chiuso in sé stesso e interessato solamente rivedere Giulia e il mondo fuori dalla prigione.
Alle porte di Milano, il convoglio si ferma e il capitano rivela a Braccio la verità: non c'è nessun trasferimento ad attenderlo, era tutta una promessa inventata ad arte da un colonnello dei carabinieri di cui è un emissario, un sotterfugio psicologico per indurlo a collaborare con la giustizia. Ora si trova davanti a una scelta: rivelare il nome dell'ex compagno e la posizione del loro deposito d'armi, e quindi venire trasferito a San Vittore con la possibilità di fissare per il giorno stesso una visita con Giulia ottenendo anche una riduzione della pena, o tornare a scontare nella lontana Sicilia tutti gli anni che gli restano.
Combattuto, Braccio finisce per rifiutare l'offerta e risale sul furgone, che comincia quindi il viaggio di ritorno.

## Produzione
Il film è stato concepito da Paolo Lapponi e Andrea Leoni, due membri delle Unità Comuniste Combattenti condannati per costituzione di banda armata nel 1982 rispettivamente a 24 e 30 anni, e dalle loro partner Giosi Mancini e Francesca Marciano durante la detenzione dei due negli anni ottanta (durata, dopo diversi appelli, 6 anni e scontata a Poggioreale, Rebibbia, Termini Imerese e Trani).
Silvio Orlando originariamente avrebbe voluto interpretare Braccio, ma poi ha preferito rinunciarvi, temendo che «il suo modo di essere, di recitare "troppo umano" [...] avrebbe potuto sbilanciare il film dalla parte degli ex terroristi».

## Distribuzione
Il film è stato presentato in anteprima il 1º settembre 1996 alla 53ª Mostra internazionale d'arte cinematografica di Venezia, durante la Settimana del cinema italiano. È stato distribuito nelle sale cinematografiche italiane da Warner Bros. Italia a partire dal 20 settembre 1996.

## Accoglienza

### Incassi
Il film ha incassato in Italia 1 320 926 000 lire. Al termine del suo primo weekend di programmazione, si è classificato 7º con 129 milioni d'incasso, dietro a Vesna va veloce.

## Riconoscimenti
- 1996 - Annecy cinéma italien[11]
  - Prix special
- 1996 - Grolla d'oro[12][13]
  - Miglior film (ex aequo con Peter Del Monte per Compagna di viaggio come miglior regista)
  - Miglior attore a Claudio Amendola
  - Candidatura per il miglior produttore a Maurizio Tini
  - Candidatura per la miglior sceneggiatura a Wilma Labate, Paolo Lapponi, Andrea Leoni e Sandro Petraglia
- 1997 - David di Donatello[14]
  - Candidatura per il miglior film
  - Candidatura per la miglior regista a Wilma Labate
  - Candidatura per il miglior attore protagonista a Claudio Amendola
  - Candidatura per il miglior musicista a Nicola Piovani
  - Candidatura per il miglior fonico di presa diretta a Bruno Pupparo
- 1997 - Nastro d'argento
  - Candidatura per il miglior produttore a Maurizio Tini
  - Candidatura per il migliore attore protagonista a Claudio Amendola